# Neoperla harina
Neoperla harina és una espècie d'insecte plecòpter pertanyent a la família dels pèrlids.

## Descripció
- Els adults fan 10,7 mm de longitud total del cos, llurs ales anteriors 12 i les posteriors 10,5.[3]

## Hàbitat
En el seu estadi immadur és aquàtic i viu a l'aigua dolça, mentre que com a adult és terrestre i volador.

## Distribució geogràfica
Es troba a Borneo.